# Yucca Mountain

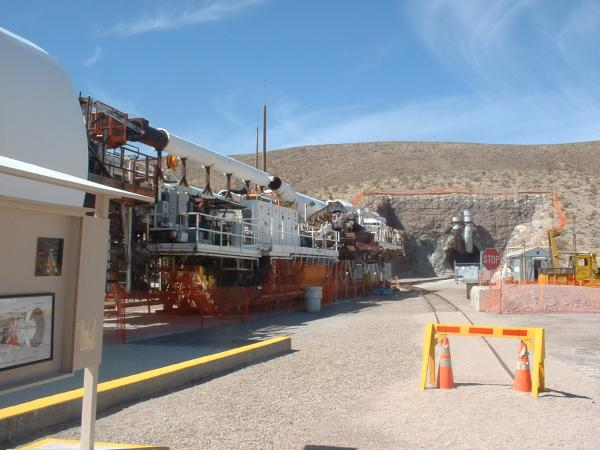
Yucca Mountain, entrada sur.

Yucca Mountain es una cadena montañosa y rocosa situada en el condado de Nye, Nevada, Estados Unidos, entre las montañas áridas del desierto de Mojave, a aproximadamente 140 km de Las Vegas. Está formada por rocas volcánicas (principalmente de toba volcánica) expulsadas por un volcán hoy apagado. La montaña es conocida por el proyecto de almacenamiento de residuos radioactivos en capas geológicas profundas, un proyecto del Departamento de Energía de los Estados Unidos para el combustible nuclear usado y otros residuos radioactivos de alta actividad, que ha sido objeto de numerosas polémicas.

## Antecedentes
El año 1982 el Congreso de los Estados Unidos estableció una política nacional para resolver el problema del almacenamiento de residuos nucleares. Esta política culminó en una ley federal denominada Acta de política de residuos nucleares. El Congreso basó esta política en lo que la mayoría de científicos a nivel mundial acordó que era la mejor opción para almacenar los residuos nucleares de alta actividad.
Esta ley hacía responsable al Departamento de Energía estadounidense (DOE) de encontrar un emplazamiento, construir y mantener la operación de un almacenamiento bajo tierra, llamado almacenamiento geológico. La recomendación de utilizar un yacimiento profundo data de 1957, cuando la Academia Nacional de Ciencias señaló que la mejor manera para proteger al medio ambiente, la salud y la seguridad de las personas sería almacenar los residuos en un lugar profundo en la roca.
En 1978, se comenzó a estudiar Yucca Mountain para determinar si era adecuada para situar el primer almacenamiento geológico para más de 72.000 toneladas de combustible nuclear gastado y otros residuos de alta actividad que aún hoy permanecen dispersos en 126 emplazamientos por todo Estados Unidos. En el 2007 el DOE anunció que estaba modificando el diseño para duplicar la capacidad prevista.
El 19 de diciembre de 1984 el DOE había seleccionado 10 lugares que podían ser considerados como adecuados para este almacenamiento, tras la recopilación de datos durante 10 años. Los primeros estudios preliminares de estos lugares se realizaron en 1985. Basado en estos informes, Ronald Reagan aprobó 3 de los lugares para realizar estudios científicos más intensivos (la caracterización de los emplazamientos). Estos lugares eran Hanford (Washington), el condado de Deaf Smith en Texas y Yucca Mountain.
En 1987 el Congreso restringió los estudios del DOE sólo a Yucca Mountain, que está situado cerca de un antiguo lugar de ensayos nucleares. Además el Congreso obligaba a detener el proyecto si en cualquier momento de los estudios se hallaba inadecuado el lugar.
El 23 de julio de 2002, George W. Bush firmó la Resolución 87 que permitía al DOE tomar el siguiente paso para establecer un almacenamiento seguro donde almacenar los residuos nucleares. Actualmente el DOE se halla en el proceso de preparar la solicitud para obtener la licencia de la NRC para proceder a la construcción del almacenamiento.
En 2005, el Departamento de Energía (DOE) preveía que la futura instalación de Nevada abriese sus puertas en 2012.
El año 2006 el DOE convino que el 31 de marzo de 2017 se abriría la instalación y comenzaría la aceptación de residuos.
Tras las elecciones del congreso de 2006, el senador por Nevada Harry Reid, un opositor del almacenamiento, se situó en un puesto en el que podría afectar el futuro del proyecto. De esta forma llegó a decir "Yucca Mountain está muerto. Nunca sucederá." El año 2008 el presupuesto destinado a Yucca Mountain se redujo a 390 millones de dólares.
Los principales responsables políticos de Nevada, tanto republicanos como demócratas, se oponen a la creación de este cementerio nuclear. Temen que espante a los turistas de Las Vegas, uno de los primeros destinos turísticos de EE. UU., y que ello aminore el desarrollo de la ciudad del juego por excelencia, que es la primera de todas las ciudades de Estados Unidos en lo que respecta a crecimiento urbano. Numerosos grupos locales se oponen al proyecto, como los indios Shoshone. Las asociaciones ecologistas antinucleares están en contra de este proyecto, ya que consideran que es necesario parar la producción de residuos radioactivos, no ocultarlos y dejar los residuos ya producidos en los lugares donde se encuentran para evitar un transporte inútil y peligroso.
Sin embargo, si no se posee un lugar donde almacenar esos residuos en la fecha prevista, el gobierno federal americano deberá indemnizar a las empresas propietarias con una cantidad entre 300 y 500 millones de dólares anuales como compensación por el incumplimiento del contrato que firmó con esas empresas en 1998.[cita requerida]

On August 9, 2005, the United States Environmental Protection Agency proposed a limit of 350 millirem per year for that period.[12] In October 2007, the DOE issued a draft of the Supplemental Environmental Impact Statement in which it shows that for the first 10,000 years mean public dose would be 0.24 mrem/year and that thereafter to 1,000,000 years the median public dose would be 0.98 mrem/year, both of which are substantially below the proposed EPA limit.[13] These doses are also far lower than the 3 mrem someone receives in just one roundtrip flight from Nevada to Washington, D.C. from cosmic radiation.

Uno de los puntos de oposición era el uso de un límite de 10 000 años para los estudios. El 9 de agosto de 2005 la Agencia de Protección Ambiental de los Estados Unidos (la EPA) propuso un límite de 350 milirem al año para los miembros del público. En octubre de 2007 el DOE emitió un borrador donde demuestra que la dosis al público en los primeros 10 000 años sería de 0,24 mrem al año, mientras que al cabo de un millón de años la dosis media al público sería alrededor de 0,098 mrem al año, ambos valores significativamente inferiores al límite impuesto por la EPA.
También se prevé más espacio entre los contenedores, lo que requerirá cavar más galerías. En febrero de 2006, el Secretariado de la Energía admitió que el presupuesto inicial previsto (60.000 millones de dólares) sería probablemente insuficiente.

## Clausura del proyecto
El proyecto se detuvo oficialmente el 3 de marzo de 2010 cuando el Departamento de Energía presentó una moción conjunta con la Comisión de Regulación Nuclear para retirar el permiso para construir y operar el almacén nuclear permanente en Yucca Mountain.
El único dinero que se está gastando en la Montaña Yucca ahora es para desmantelar el proyecto e investigar alternativas para el desecho. Además, la Administración Obama prometió eliminar completamente el proyecto de la Montaña Yucca en el presupuesto del año 2011.

### En inglés
- Yucca Mountain Project
- The Monumental Task of Warning Future Generations
- Fotos del Departamento de Energía
- Yucca Mountain Resource Book
- Official website for The State of Nevada Nuclear Projects
- Earthquakes in the vicinity of Yucca Mountain
- Yucca Mountain Could Face Greater Volcanic Threat

- Datos: Q14705316
- Multimedia: Yucca Mountain / Q14705316